# Johannes Kepler
Johannes Kepler (ur. 27 grudnia 1571 w Weil der Stadt, zm. 15 listopada 1630 w Ratyzbonie) – niemiecki astronom, astrolog i matematyk, jedna z czołowych postaci rewolucji naukowej w XVII wieku. Najbardziej znany jest z nazwanych jego nazwiskiem praw ruchu planet, skodyfikowanych przez późniejszych astronomów na podstawie jego prac Astronomia nova, Harmonices Mundi i Epitome astronomiae Copernicanae. Prawa te wykorzystano do potwierdzenia słuszności teorii grawitacji Isaaca Newtona.
W trakcie swojej kariery Kepler był nauczycielem matematyki w Grazu, asystentem astronoma Tychona Brahe, matematykiem na dworze Rudolfa II Habsburga, nauczycielem matematyki w Linzu i doradcą Albrechta von Wallensteina. Poza badaniami astronomicznymi prowadził badania w zakresie optyki i ulepszył teleskop soczewkowy Galileusza.
W czasach Keplera nie istniało wyraźne rozróżnienie pomiędzy astronomią i astrologią, natomiast astronomia jako jedna ze sztuk wyzwolonych była wyraźnie oddzielona od fizyki, zaliczanej do filozofii przyrody. Kepler w swoich pracach używał argumentów religijnych, wychodząc z założenia, że Bóg stworzył świat zgodnie z inteligentnym planem, który można poznać za pomocą rozumu. Określał swoją astronomię jako „fizykę niebieską” i jako „wycieczkę w Metafizykę Arystotelesa”, przenosząc tradycyjnie pojmowaną kosmologię w obszar uniwersalnie obowiązującej matematyki.
Miał dwie żony Susanne Reuttinger i Barbarę Müller.

## Życiorys

### Wczesne lata życia

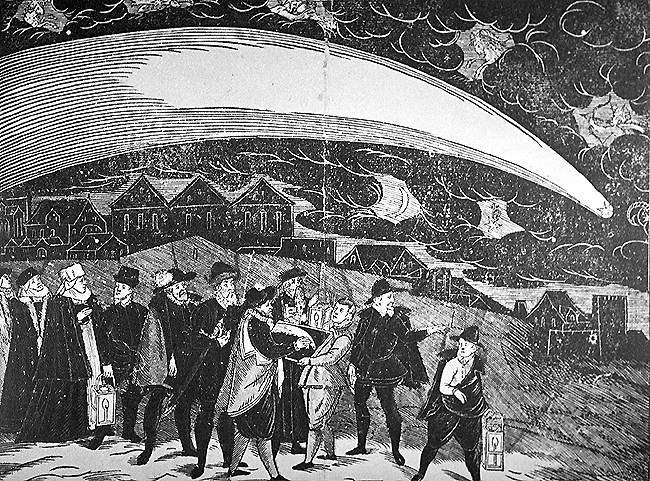
Kometa C/1577 V1, którą Kepler widział w dzieciństwie, przyciągnęła uwagę astronomów w całej Europie

Kepler urodził się 27 grudnia 1571 roku w wolnym mieście cesarskim Weil pod Stuttgartem (Wirtembergia). Jego dziadek, Sebald Kepler, był wcześniej burmistrzem miasta, ale jeszcze przed narodzinami Johannesa rodzina Keplerów znacznie zubożała. Jego ojciec, Heinrich Kepler, był drobnym handlarzem i właścicielem szynku wiejskiego. Gdy zbankrutował, zaciągnął się do wojska księcia Alby de Toledo i wiódł niepewny żywot najemnika w różnych armiach i wojnach. Na zawsze opuścił rodzinę, która powiększyła się o drugiego syna oraz córkę, gdy Johannes liczył 14 lat. Matka Johannesa, Katharina z domu Guldenmann, była córką karczmarza, zielarką i uzdrowicielką, później oskarżoną o czary. Wiele wskazuje na to, że ich związek małżeński był dość przypadkowy. Łączyła ich właściwie tylko zbliżona pozycja społeczna. Johannes był siedmiomiesięcznym wcześniakiem i chorowitym dzieckiem. Miał cztery lata, gdy przeszedł groźną chorobę – ospę. Choroba ta nie zeszpeciła mu zbytnio twarzy, pozostawiając ślady głównie na rękach. Od dzieciństwa przejawiał wielkie zdolności matematyczne, którymi zadziwiał podróżnych w karczmie dziadka. W 1576 roku rodzina Keplera przeprowadziła się do Leonbergu, który w 1580 roku porzuciła na dwa lata dla Ellmendingen. Wędrówki spowodowały, że podstawowy trzyklasowy kurs ukończył w pięć lat .
Z astronomią zetknął się we wczesnym dzieciństwie. Mając 6 lat obserwował przelot komety, a mając 9 lat – zaćmienie Księżyca . Z powodu przebytej w dzieciństwie ospy miał słaby wzrok, co utrudniało mu obserwacje astronomiczne. Droga na uniwersytet prowadziła przez dwustopniowe kilkuletnie seminarium. Nauki te Kepler ukończył we wrześniu 1588 roku, uzyskując stopień bakałarza. 17 września 1589 roku rozpoczął studia teologiczne na Uniwersytecie w Tybindze. Zdobył wtedy reputację znakomitego matematyka i astrologa, stawiając horoskopy innym studentom. Pod kierownictwem Michaela Maestlina poznał zarówno ptolemejską, jak i kopernikańską teorię ruchu planet. Stał się zwolennikiem systemu Kopernika, broniąc go zarówno z matematycznego, jak i teologicznego punktu widzenia, twierdząc że Słońce jest głównym źródłem ruchu we wszechświecie .
Kepler był luteraninem. Mimo początkowych planów zostania pastorem, po ukończeniu studiów w 1594 roku przyjął on zaoferowaną pozycję nauczyciela matematyki i astronomii w protestanckiej szkole w Grazu.

### Graz (1594–1600)

#### Mysterium Cosmographicum

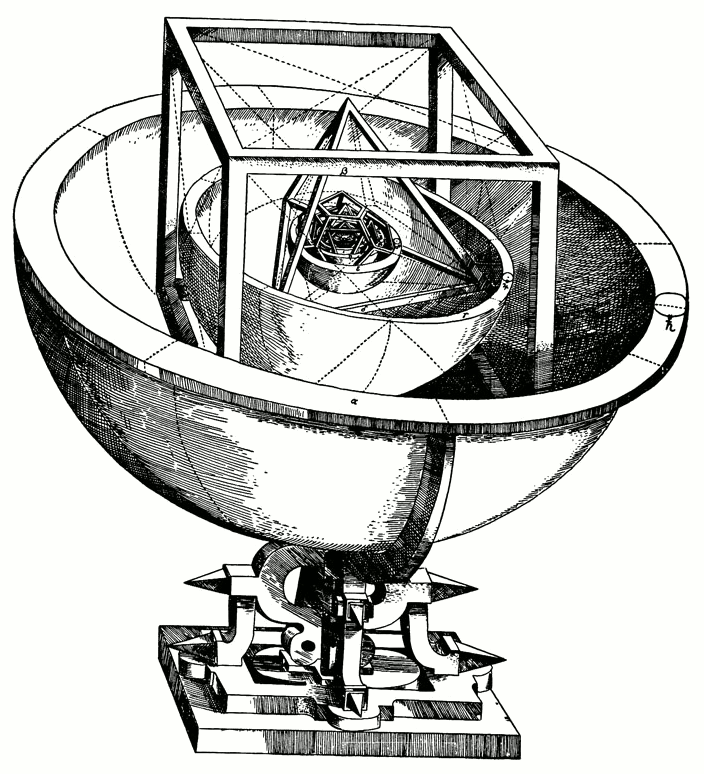
Stworzony przez Keplera model Układu Słonecznego oparty na bryłach platońskich

Pierwsza ważna praca astronomiczna Keplera, Mysterium Cosmographicum, była publiczną obroną systemu kopernikańskiego. Kepler twierdził, że doznał objawienia 19 lipca 1595 roku, demonstrując uczniom okresowe koniunkcje Saturna i Jowisza. Zorientował się, że każdy wielokąt foremny wyznacza precyzyjny stosunek średnic okręgu opisanego do wpisanego, co może być podstawą geometrii wszechświata. Po nieudanych próbach dopasowania wielokątów do danych obserwacyjnych (nawet po dodaniu dodatkowych planet), Kepler spróbował użyć wielościanów foremnych. Zauważył, że umieszczając sferę wewnątrz wielościanu i opisując na nim kolejną sferę, uzyskuje się ścisłą zależność pomiędzy promieniami tych sfer. Ustawiając wielościany we właściwej kolejności: ośmiościan, dwudziestościan, dwunastościan, czworościan i sześcian, uzyskuje się sześć sfer o promieniach odpowiadających (z dokładnością do ówczesnych pomiarów) promieniom orbit sześciu znanych planet: Merkurego, Wenus, Ziemi, Marsa, Jowisza i Saturna.

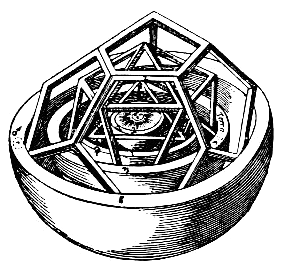
Zbliżenie na wewnętrzną część modelu Keplera

Kepler uznał, że odkrył boski geometryczny plan Wszechświata. W tym modelu Wszechświat sam stanowił obraz Boga, ze Słońcem jako Ojcem, sferą gwiazd jako Synem i przestrzenią pomiędzy jako Duchem Świętym. W manuskrypcie Kepler zawarł długi wywód godzący heliocentryzm z biblijnymi wersami sugerującymi geocentryzm.
Mając poparcie swojego mentora Michaela Maestlina, Kepler uzyskał pozwolenie od władz uniwersytetu na publikację manuskryptu, pod warunkiem usunięcia fragmentów traktujących o Biblii i dodania prostszego opisu systemu heliocentrycznego. Mysterium zostało opublikowane pod koniec 1596 roku. W 1597 roku Kepler rozesłał jego kopie do ważnych astronomów i patronów w Europie, czym zwrócił na siebie uwagę jako na zdolnego naukowca. Zawarta w pracy wylewna dedykacja do patronów i ludzi kontrolujących pozycję Keplera w Grazu, otworzyła mu drogę do kariery naukowej.
Mimo modyfikacji pewnych szczegółów w swoich późniejszych pracach, Kepler nigdy nie zrezygnował z kosmologii opartej na sferach i wielościanach. Jego późniejsze astronomiczne prace głównie ją uściślały, dodając dokładniejsze wyliczenia wewnętrznych i zewnętrznych promieni sfer, na podstawie ekscentryczności orbit planet. W 1621 roku Kepler opublikował rozszerzone drugie wydanie Mysterium, zawierające poprawki i rozszerzenia uzyskane w ciągu 25 lat pracy badawczej.

#### Małżeństwo z Barbarą Müller

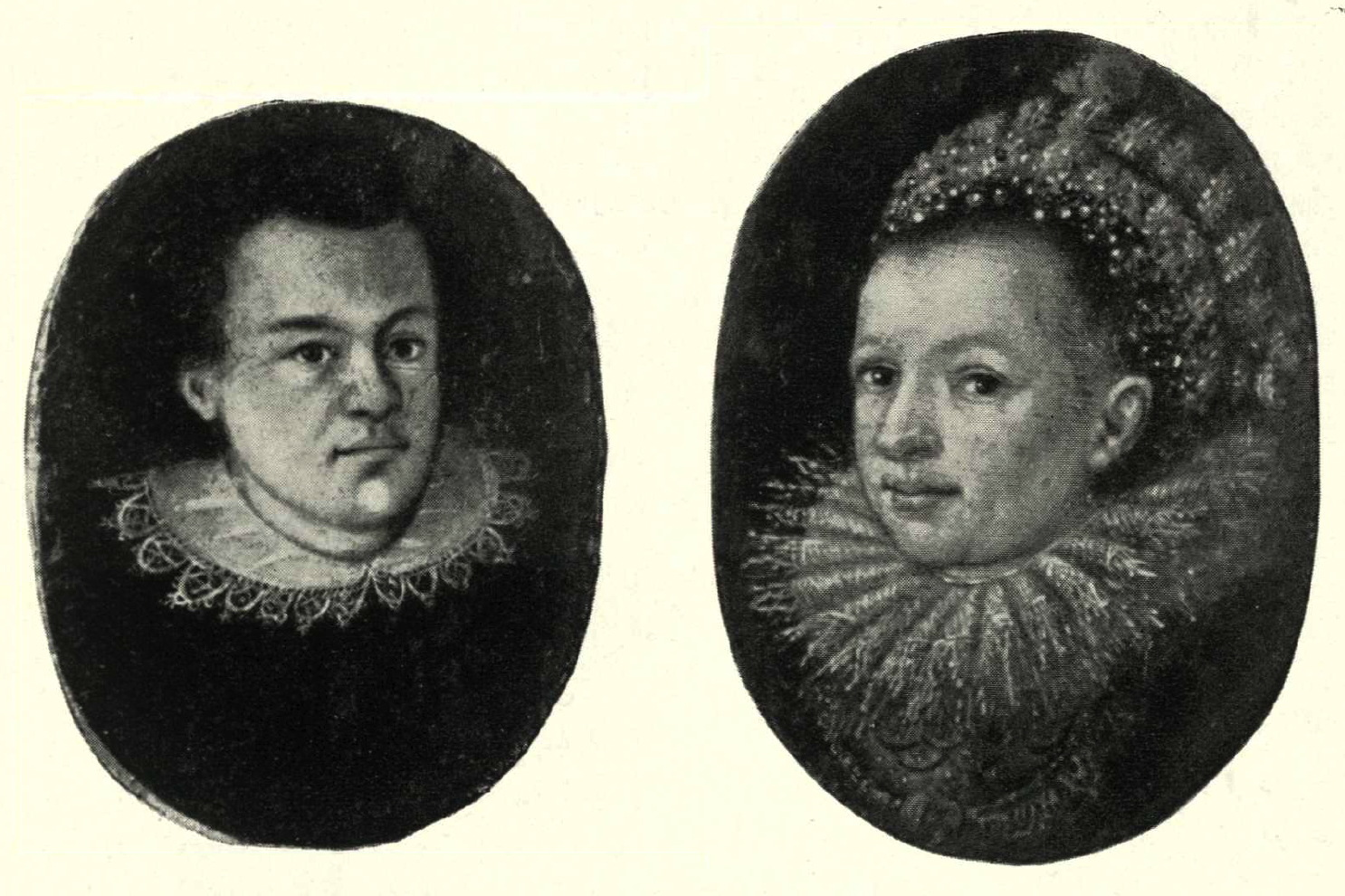
Portrety Keplera i jego żony na medalionach

W grudniu 1595 roku Kepler został przedstawiony Barbarze Müller, dwudziestotrzyletniej wdowie z córką. Müller była córką bogatego właściciela młyna, a dodatkowo posiadała duży majątek po swoich dwóch poprzednich mężach. Pomimo szlachectwa Keplera, jej ojciec Jobst początkowo sprzeciwiał się małżeństwu. Po wydaniu Mysterium i zdobyciu sławy, Kepler został w końcu zaakceptowany. Barbara i Johannes wzięli ślub 27 kwietnia 1597 roku.
Pierwsza dwójka dzieci małżeństwa Keplerów (Heinrich i Susanna), zmarły w niemowlęctwie. W 1602 roku urodziła im się córka (Susanna), w 1604 roku syn (Friedrich) i w 1607 roku kolejny syn (Ludwig).

#### Praca badawcza
Po opublikowaniu Mysterium i z błogosławieństwem władz uczelni Kepler rozpoczął ambitny plan rozbudowy swojego dzieła. Planował wydanie czterech książek: jednej o stacjonarnych elementach Wszechświata (Słońcu i sferze gwiazd), drugiej o planetach i ich ruchach, trzeciej o fizycznej naturze planet i czwartej o wpływie niebios na Ziemię, uwzględniając optykę atmosfery, meteorologię i astrologię.
Kepler starał się nawiązać współpracę z astronomami, którym wysłał Mysterium, wśród nich z Nicolausem Reimersem, nadwornym matematykiem Rudolfa II Habsburga i zaciekłym rywalem Tychona Brahe. Nicolaus nie odpowiedział bezpośrednio, ale użył listów Keplera do uzasadnienia swojego pierwszeństwa nad Tychonem w opracowaniu systemu geoheliocentrycznego. Tycho Brahe sam zaczął korespondencję z Keplerem, rozpoczynając ją od merytorycznej krytyki jego systemu. Wśród wielu zarzutów wskazał między innymi niedokładność danych pomiarowych uzyskanych z prac Kopernika. Nie mając dostępu do dokładniejszych danych z obserwatorium Tychona, Kepler nie mógł na te zarzuty właściwie odpowiedzieć. Zamiast tego wysunął argumenty oparte na chronologii, harmonii i numerologii łączącej matematykę, muzykę i świat fizyczny. Zakładając, że Ziemia posiada duszę (dzięki której może się poruszać), postulował związek pomiędzy astronomicznymi obiektami, meteorologią i różnymi zjawiskami na powierzchni Ziemi. Ciągły brak wystarczających danych uniemożliwiał mu jednak rozwijanie tych teorii. W grudniu 1599 roku Tycho zaprosił Keplera do odwiedzenia go w Pradze. 1 stycznia 1600 roku, zanim zaproszenie Tychona dotarło, Kepler wyruszył do Pragi w nadziei na uzyskanie patronatu Tychona i pomocy w rozwiązaniu jego problemów zarówno filozoficznych, jak i finansowych.

### Praga (1600–1612)

#### Praca dla Tychona Brahe

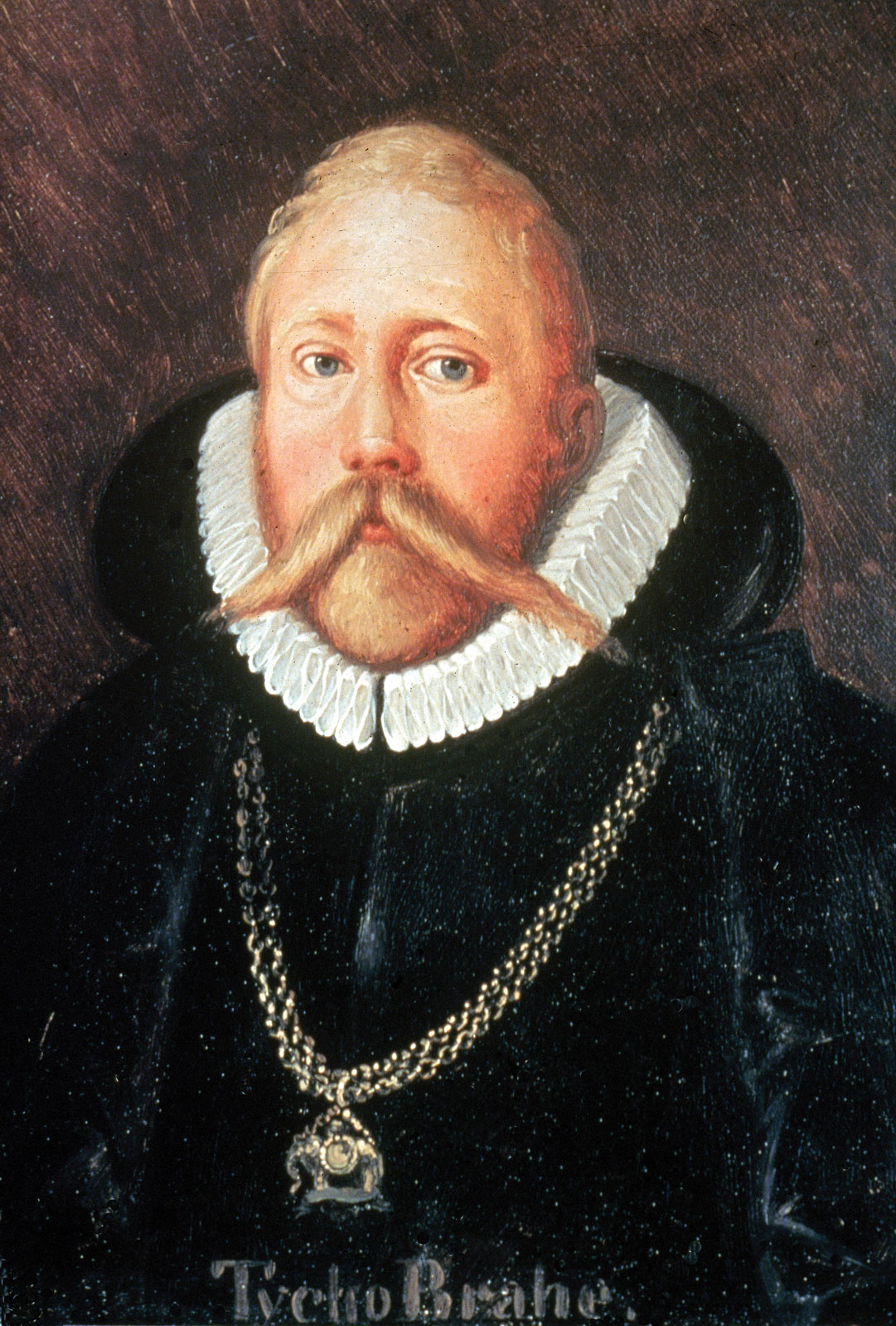
Tycho Brahe

4 lutego 1600 roku Kepler spotkał się z Tychonem Brahe w Benátkach nad Jizerou (35 km od Pragi), w miejscu, gdzie powstawało nowe obserwatorium Tychona. Przez następne dwa miesiące Kepler przebywał tam jako gość, analizując wyniki obserwacji Marsa. Tycho niechętnie udzielał dostępu do swoich danych, ale – będąc pod wrażeniem teorii Keplera – wkrótce umożliwił mu szerszy do nich dostęp. Kepler planował przetestować na obserwacjach Marsa przewidywania zawarte w Mysterium Cosmographicum, ale ocenił, że nie mając możliwości skopiowania tych danych od Tychona, praca ta zajęłaby mu dwa lata. Z tego powodu próbował wynegocjować formalne zatrudnienie u Tychona. Negocjacje jednak załamały się i po gwałtownej kłótni z Tychonem Kepler wyjechał 6 kwietnia do Pragi. W kolejnych miesiącach udało się w końcu osiągnąć porozumienie i w czerwcu Kepler pojechał do Grazu, aby sprowadzić swoją rodzinę.
Polityczne i religijne trudności w Grazu uniemożliwiły Keplerowi natychmiastowy powrót. Mając nadzieję na kontynuację swoich badań astronomicznych, ubiegał się o posadę nadwornego matematyka u Rudolfa II Habsburga. Przygotował w tym celu esej dedykowany Ferdynandowi. Przedstawił tam fizyczną teorię zaćmień Księżyca: In Terra inest virtus, quae Lunam ciet – łac. „W Ziemi tkwi siła, która porusza Księżyc”. Choć nie udało mu się uzyskać tej posady, przeprowadzone na podstawie tej pracy obserwacje zaćmienia 10 lipca w Grazu stały się podstawą praw optyki, zebranych później w Astronomiae Pars Optica.
2 sierpnia 1600 roku, po odmowie przejścia na katolicyzm, Kepler i jego rodzina zostali wygnani z Grazu. Kilka miesięcy później osiedli na stałe w Pradze. Przez kolejne kilkanaście miesięcy Kepler pracował pod bezpośrednim kierownictwem Tychona, analizując obserwacje planet i pisząc traktat przeciwko nieżyjącemu już Reimersemowi. We wrześniu 1601 roku Tycho włączył go do współpracy nad nowym projektem katalogu gwiazd, który miałby zastąpić Tablice pruskie Reinholda. Po nieoczekiwanej śmierci Tychona Brahe 24 października 1601 roku Kepler został mianowany jego następcą na stanowisku cesarskiego matematyka.

#### Doradca cesarza Rudolfa II
Głównym obowiązkiem Keplera jako cesarskiego matematyka było zapewnianie astrologicznych porad dla cesarza. Poza stawianiem horoskopów dla sojuszników i władców ościennych państw, Kepler doradzał też cesarzowi w sprawach politycznych. Cesarz był również zainteresowany badaniami swoich nadwornych uczonych (w tym wielu alchemików) i na bieżąco śledził odkrycia Keplera w dziedzinie astronomii fizycznej.
Oficjalnie jedynymi akceptowalnymi doktrynami religijnymi w Pradze był katolicyzm i husytyzm. Nadworna pozycja Keplera umożliwiała mu jednak swobodne praktykowanie wiary luterańskiej. Wysoka pensja cesarskiego doradcy w praktyce okazywała się niełatwa do otrzymania z powodu ciągłej niewypłacalności cesarskiego skarbca. Między innymi z tych powodów życie małżeńskie Keplera nie układało się pomyślnie. Praca na dworze pozwalała natomiast łatwo nawiązywać kontakty z innymi astronomami i umożliwiała szybki postęp prac naukowych.

#### Astronomiae Pars Optica

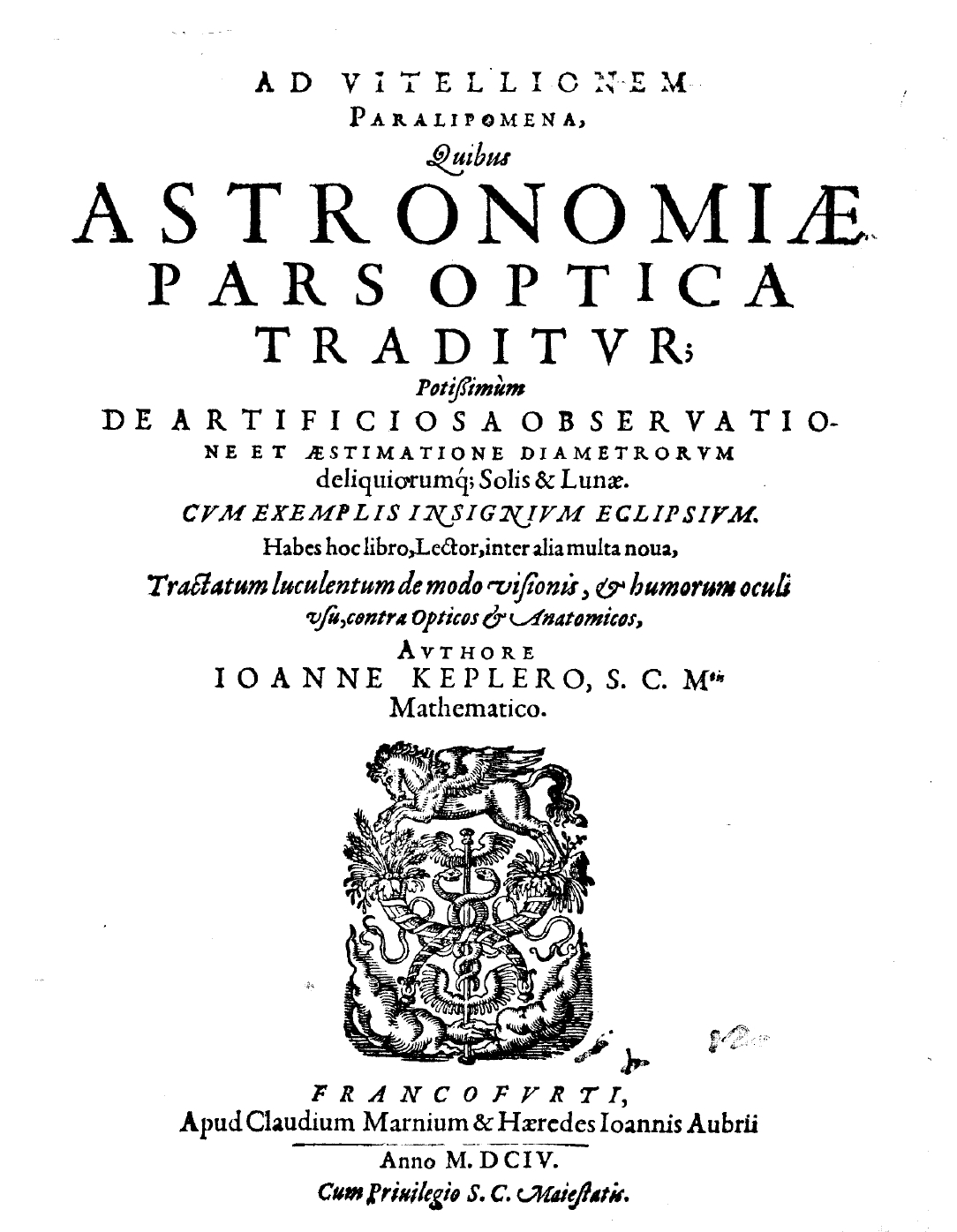
Astronomiae pars optica

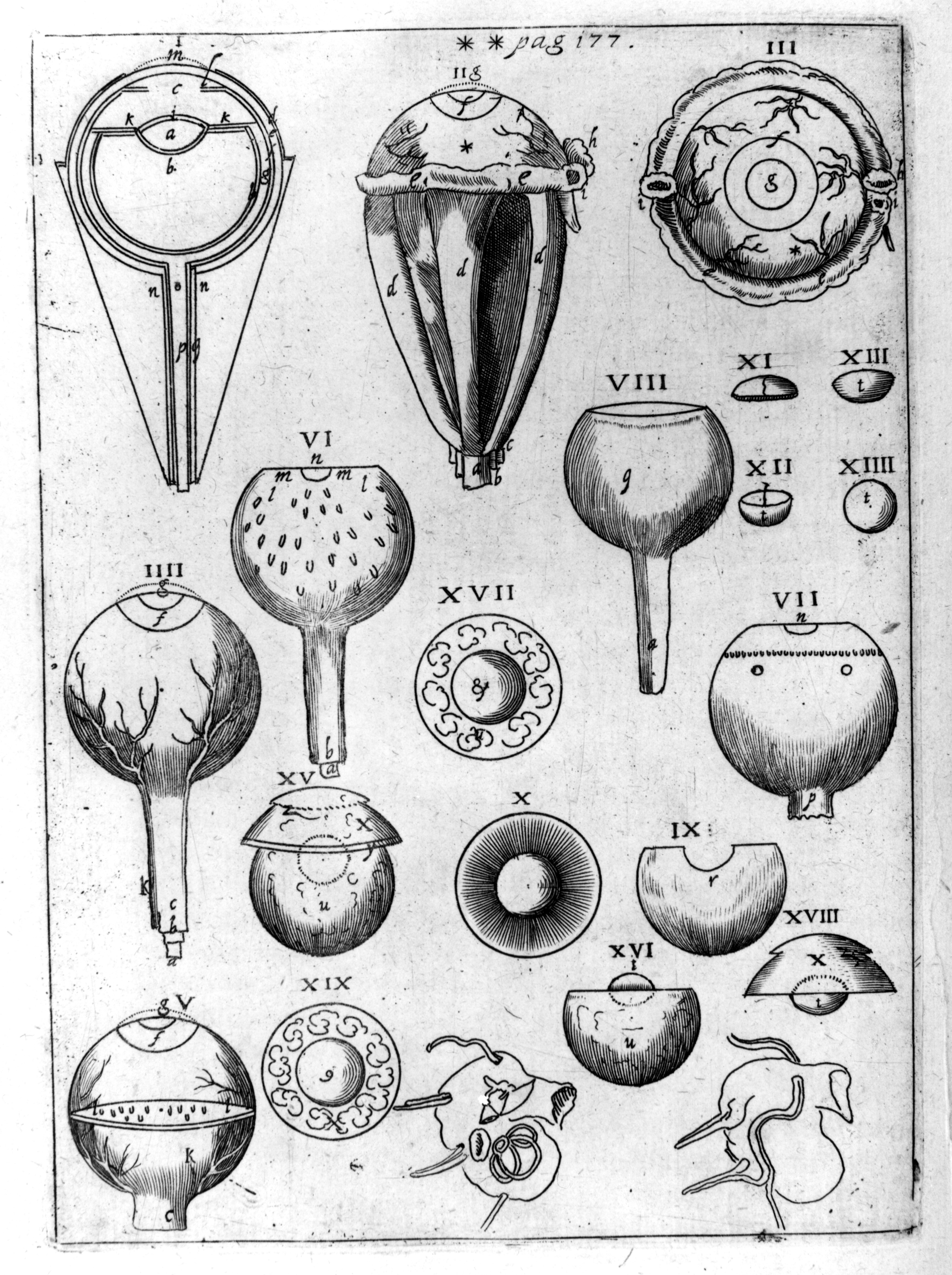
Tabliczka z Astronomiae Pars Optica, pokazująca strukturę oczu

Kontynuując analizę obserwacji Marsa i powoli zbierając dane do skompletowania katalogu gwiazd, Kepler jednocześnie wrócił do swoich badań praw optyki. W zaćmieniach zarówno Słońca, jak i Księżyca występowały niewyjaśnione zjawiska, takie jak nienaturalnej wielkości cienie, czerwony kolor zacienionego Księżyca i nieoczekiwana świecąca otoczka przy całkowitym zaćmieniu Słońca. Przez większość 1603 roku Kepler zajmował się tymi zagadnieniami, spisując swoje teorie w nowym manuskrypcie, Astronomiae Pars Optica, zaprezentowanym cesarzowi 1 stycznia 1604 roku. Zawierał on obserwację, że intensywność światła maleje jak kwadrat odległości od źródła, opisywał prawa odbicia dla płaskich i zakrzywionych luster oraz zasadę działania camera obscura. W manuskrypcie znalazły się również wyniki badań ludzkich oczu i sugestia, że widziane obrazy są rzucane przez soczewkę w sposób odwrócony na siatkówkę.

#### Supernowa w 1604 roku

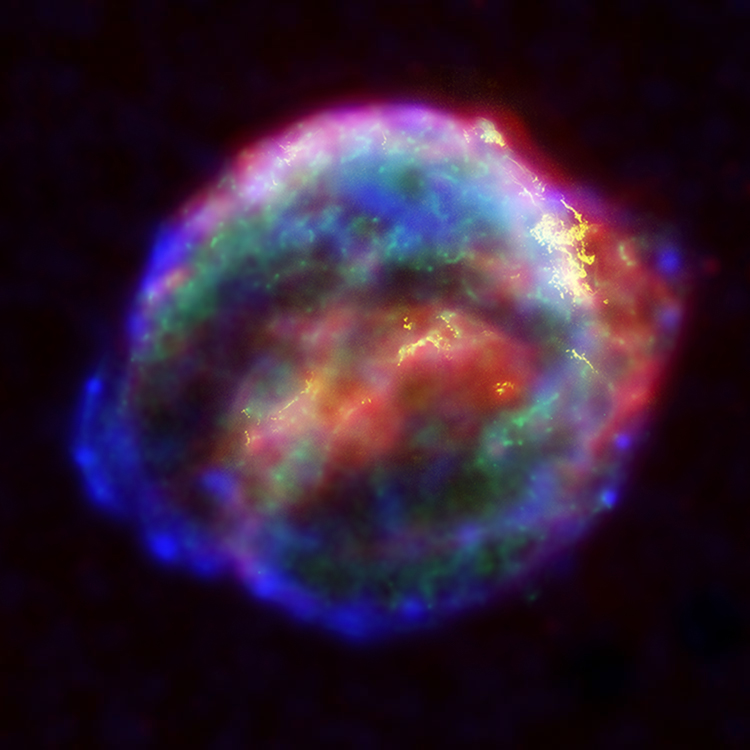
Pozostałości Supernowej Keplera SN 1604

W październiku 1604 roku pojawiła się na niebie nowa jasna gwiazda (SN 1604). Pierwszym, który ją zaobserwował, był asystent Keplera, Jan Brunowski. Kepler początkowo nie wierzył w plotki o jej pojawieniu się, a gdy zobaczył ją sam, rozpoczął jej systematyczne obserwacje. Rok 1603 był początkiem występującej raz na około 800 lat serii koniunkcji. Dwie poprzednie serie astrologowie wiązali z narodzinami Chrystusa (ok. 1600 lat wcześniej) i dojściem do władzy Karola Wielkiego (ok. 800 lat wcześniej), dlatego spodziewano się wielkich wydarzeń w cesarstwie. W tym kontekście Kepler przedstawił wynik swoich obserwacji nowej gwiazdy, sceptycznie podchodząc do krążących wtedy astrologicznych interpretacji. Zauważył jej malejącą jasność, spekulował o jej pochodzeniu i na podstawie braku paralaksy argumentował, że musi się znajdować na sferze gwiazd stałych. Tym samym podważył doktrynę o niezmienności niebios. Spekulował też, że Gwiazda Betlejemska mogła być podobnym zjawiskiem.

#### Astronomia nova

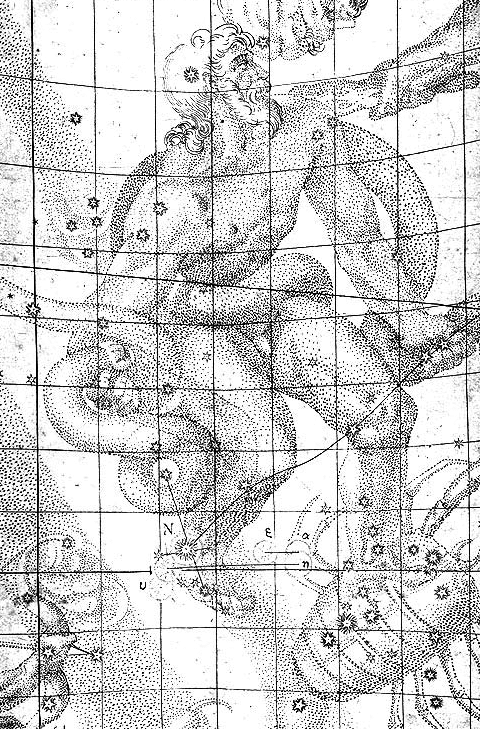
Gwiazdozbiór Wężownika z zaznaczoną przez Keplera nową gwiazdą

Szeroki obszar badań, który zaowocował wydaniem Astronomia nova, zawierającej dwa pierwsze Prawa Keplera, rozpoczął się od uważnej analizy obserwacji Marsa. Kepler wielokrotnie wyliczał orbity Marsa, używając pojęcia ekwantu (wyeliminowanego w teorii Kopernika), uzyskując ostatecznie model odbiegający od obserwacji Tychona średnio o dwie minuty kątowe (maksymalnie o osiem). Nie był jednak zadowolony ze skomplikowanych i wciąż niedokładnych rezultatów. Nie mogąc uzyskać lepszego modelu tradycyjnymi metodami, spróbował wprowadzić do niego wydłużone orbity w miejsce kołowych.
W religijnym spojrzeniu Keplera na kosmos, Słońce (symbolizujące Boga Ojca) było źródłem siły poruszającej wszystkie planety. Przez analogię do postulowanej przez Williama Gilberta magnetycznej siły wytwarzanej przez Ziemię i własnych prac nad optyką, Kepler podejrzewał, że siła sprawcza emanująca ze Słońca maleje wraz ze wzrostem odległości od niego, co sprawia, że planety poruszają się tym wolniej, im dalej od niego się znajdują.
Na podstawie pomiarów perycentrum i apocentrum Ziemi i Jowisza stworzył wzór, w którym prędkość poruszania się planety była odwrotnie proporcjonalna do odległości od Słońca. Ponieważ weryfikacja tego wzoru wymagała jednak skomplikowanych obliczeń, dla uproszczenia w 1602 roku Kepler przeformułował ten wzór do postaci znanej dzisiaj jako drugie prawo Keplera: planety przeczesują równe obszary orbity w równych czasach.

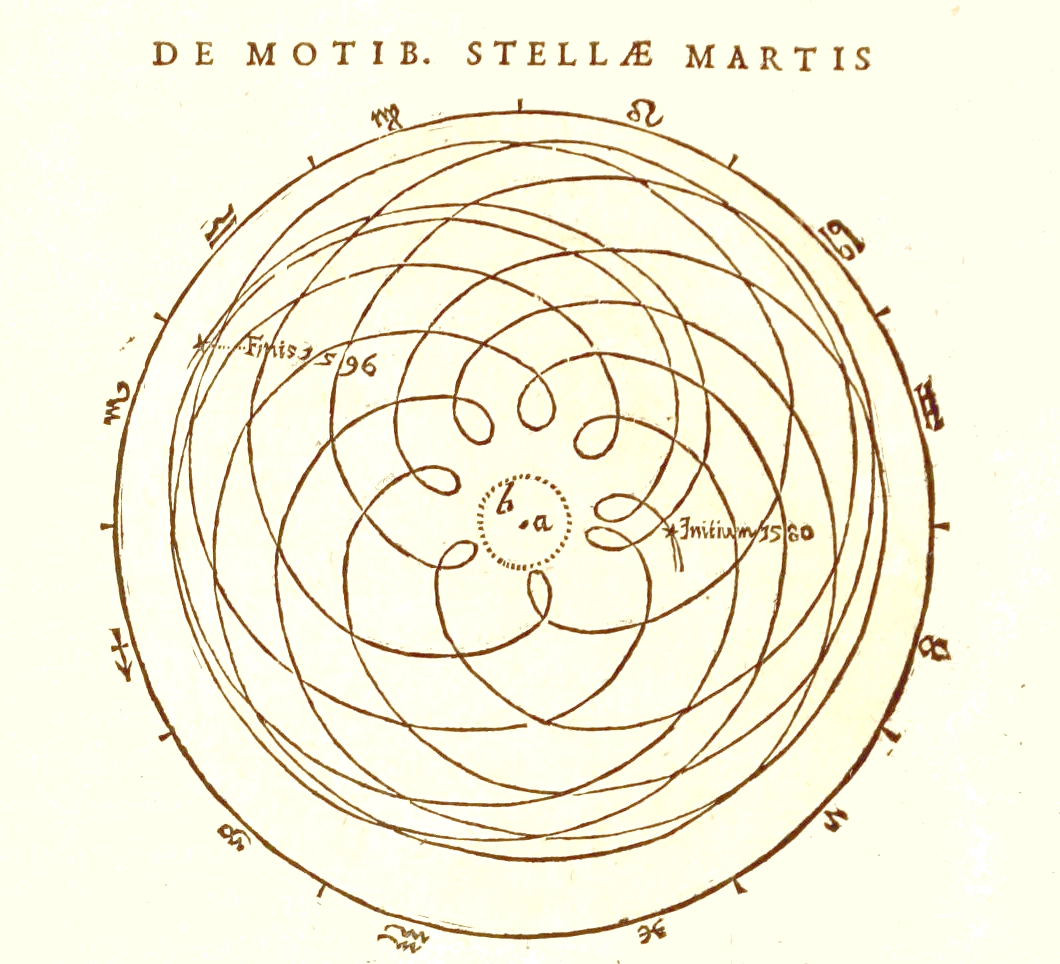
Diagram geocentrycznej trajektorii Marsa zawierający kilkukrotne wystąpienie retrogradacji. Astronomia nova, Rozdział 1, (1609)

Przez kolejne kilka lat Kepler usiłował opisać precyzyjnie całą orbitę Marsa, używając do tego różnych jajowatych orbit. W 1605 roku, po około 40 nieudanych próbach, doszedł w końcu do wniosku, że właściwym rozwiązaniem jest elipsa, którą wcześniej odrzucił jako zbyt prostą, aby została przeoczona przez innych astronomów. Przekonawszy się, że orbita eliptyczna dokładnie odpowiada danym obserwacyjnym, doszedł do wniosku znanego dziś jako pierwsze prawo Keplera, że wszystkie planety poruszają się po elipsach, ze Słońcem w jednym z ognisk. Nie mając jednak asystentów, którzy mogliby przeprowadzić niezbędne obliczenia, nie zastosował tej teorii do innych planet. Ukończył pisanie Astronomia nova w 1605 roku. Wydanie dzieła przeciągnęło się jednak do 1609 roku, z powodu procesu z dziedzicami Tychona Brahe o prawo do użytych danych obserwacyjnych.

#### Dioptrice,Somniumi inne dzieła
W latach po wydaniu Astronomia Nova Kepler skupił się głównie na tworzeniu katalogu gwiazd i zestawianiu efemeryd. Próbował (bezskutecznie) nawiązać współpracę z włoskim astronomem Giovanni Antonio Magini. Publikował prace poświęcone datowaniu wydarzeń biblijnych i krytykujące katastroficzne przewidywania astrologów.

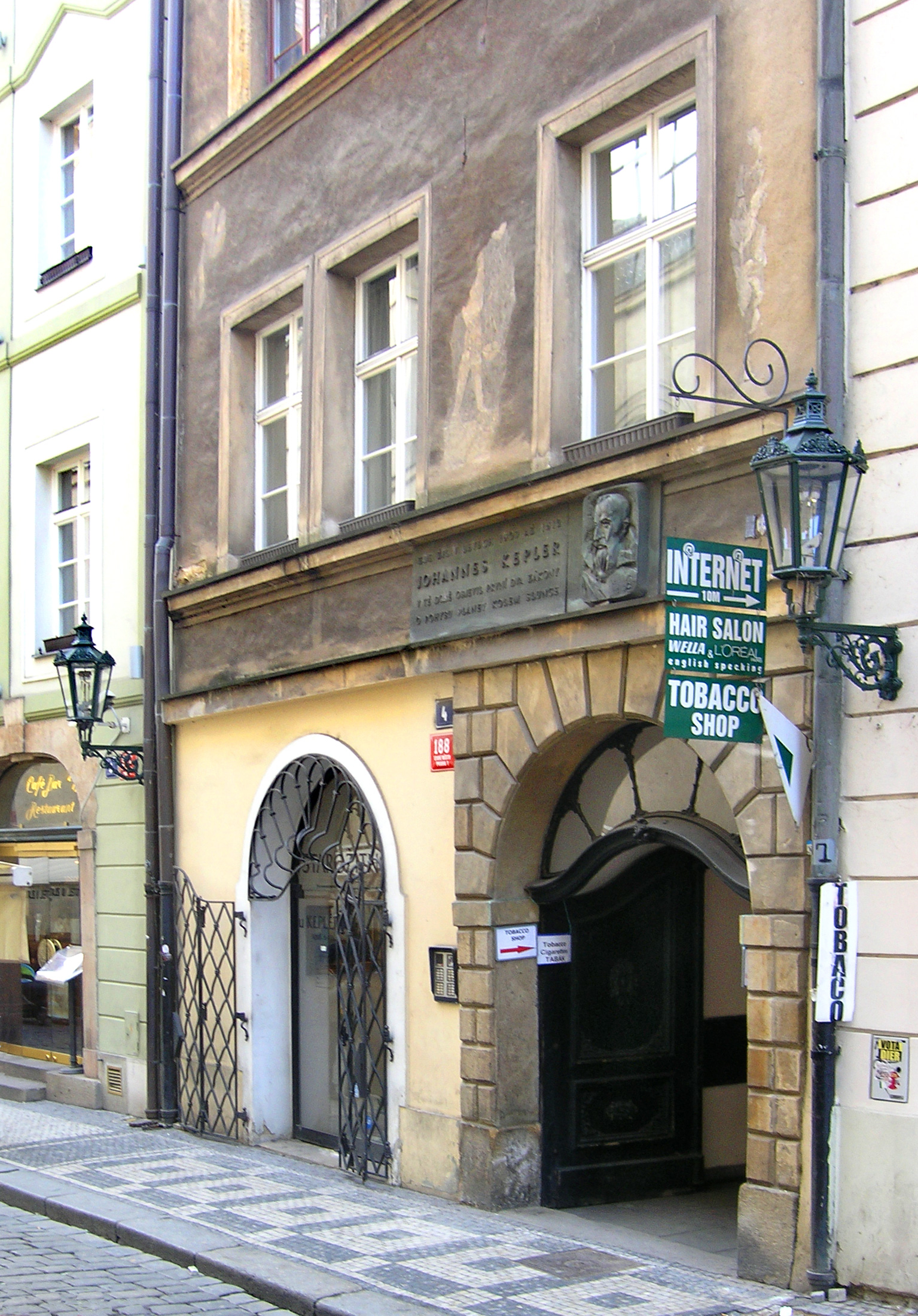
Ulica Karlova na Starym Mieście w Pradze – dom, w którym mieszkał Johannes Kepler

Na początku 1610 roku Galileusz, używając skonstruowanego przez siebie teleskopu, odkrył cztery księżyce Jowisza. Swoje odkrycie, opublikowane w traktacie Sidereus Nuncius, przedstawił Keplerowi, chcąc podnieść ich rangę. Kepler odpowiedział entuzjastycznie, publikując Dissertatio cum Nuncio Sidereo, w którym poparł wyniki obserwacji Galileusza i przedstawił kilka wytłumaczeń i konsekwencji tego odkrycia. W tym samym roku opublikował własne obserwacje tych księżyców – w traktacie Narratio de Jovis Satellitibus, potwierdzając odkrycie Galileusza.
Zainspirowany teleskopem Galileusza, Kepler zaczął prowadzić własne badania nad optyką teleskopów, używając teleskopu pożyczonego od księcia Ernesta z Kolonii. Swoje wyniki opublikował w 1611 roku w Dioptrice. Opisał tam podstawy teoretyczne działania podwójnie wypukłych i podwójnie wklęsłych soczewek oraz ich kombinacji w teleskopie Galileusza. Wprowadził też pojęcia obrazu rzeczywistego i pozornego oraz wpływu ogniskowej na uzyskiwane powiększenie. Praca ta zawierała projekt ulepszonego teleskopu, w którym dwie wypukłe soczewki dawały większe powiększenie, niż kombinacja wypukłej i wklęsłej u Galileusza.

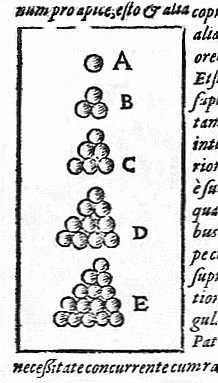
Jeden z diagramów w Strena Seu de Nive Sexangula, prezentujący postulat Keplera

Około 1611 roku Kepler napisał manuskrypt, który po jego śmierci został wydany jako Somnium (Sen). Opowiadał on historię ucznia Tychona Brahe, który za sprawą sił okultystycznych przeniósł się na Księżyc. Częściowo alegoryczny i częściowo autobiograficzny manuskrypt zawierał również rozważania o badaniach astronomicznych prowadzonych z powierzchni innych ciał niebieskich. Dzieło to, określone przez Carla Sagana „pierwszą powieścią science fiction”, stało się później dowodem w oskarżeniu matki Keplera o czary.
W tym samym roku, jako prezent noworoczny, Kepler napisał dla swojego przyjaciela barona Wackhera Strena Seu de Nive Sexangula (Noworoczny podarek albo o sześciokątnych płatkach śniegu). Był to krótki traktat o sześciokątnej symetrii śniegu, która, jak spekulował, mogła wynikać z ziarnistej budowy materii i faktu, że sześciokątne ułożenie jest przestrzennie najefektywniejsze (później zostało to nazwane postulatem Keplera).

#### Problemy osobiste i polityczne
W 1611 roku nasiliły się napięcia polityczno-religijne w Pradze. Umierający cesarz Rudolf został zmuszony do abdykacji ze stanowiska władcy Czech na rzecz swojego brata Macieja Habsburga. Choć Kepler doradzał również nowemu władcy, jego pozycja na dworze znacznie osłabła. W tym samym roku Barbara Kepler zachorowała (najprawdopodobniej na tyfus plamisty), a wkrótce potem ich trójka dzieci zachorowała na ospę prawdziwą. Zmarł wówczas syn Keplera, Friedrich. Po jego śmierci Kepler wysłał listy do potencjalnych patronów w Tybindze i Padwie, szukając możliwości nowej posady. Jego powrót do Tybingi uniemożliwiła obowiązująca tam Konfesja Augsburska, traktująca kalwińskie poglądy Keplera jako herezję. Uniwersytet Padewski, dzięki rekomendacji Galileusza, zaproponował Keplerowi stanowisko profesora. Kepler zdecydował się zamiast tego przyjąć pozycję nauczyciela matematyki w Linzu. Zanim zdążył się tam przenieść, jego żona miała nawrót choroby i zmarła.
Kepler pozostał w Pradze do śmierci Rudolfa na początku 1612 roku. Z powodu problemów politycznych, rodzinnej tragedii i procesu o spadek po żonie, nie prowadził wtedy badań naukowych. Zamiast tego zebrał wcześniejsze wyniki w manuskrypcie Eclogae Chronicae, dotyczącym chronologii. Maciej Habsburg po przejęciu władzy pozostawił Keplera na stanowisku, ale pozwolił mu przeprowadzić się do Linzu.

### Linz i później (1612–1630)

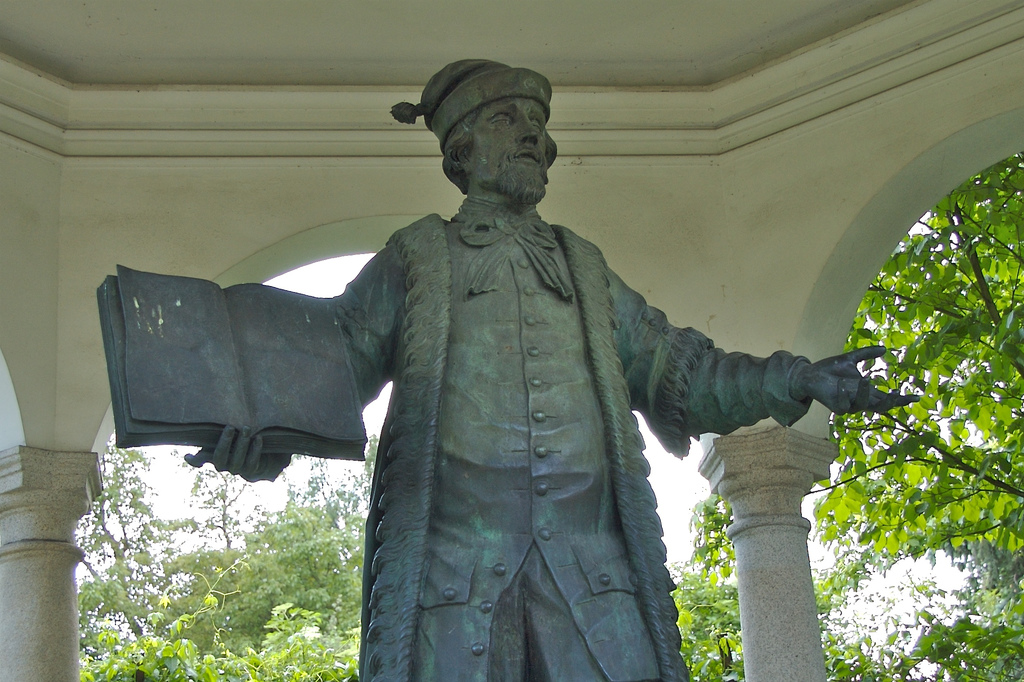
Pomnik Keplera w Linzu

W Linzu głównym obowiązkiem Keplera było nauczanie w lokalnej szkole i zapewnianie astrologicznych i astronomicznych porad. Przez pierwsze lata cieszył się tam lepszym bezpieczeństwem finansowym i religijnym niż w Pradze, pomimo wykluczenia z Kościoła luterańskiego za swoje publikacje. Pierwszą pracą, którą wydał w Linzu, była De vero Anno (1613), szeroki traktat o latach narodzenia Chrystusa. Uczestniczył wtedy w dyskusji o wprowadzeniu kalendarza gregoriańskiego w protestanckich landach Niemiec. Napisał wpływowy matematyczny traktat Nova stereometria doliorum vinariorum o mierzeniu objętości nieregularnych pojemników i beczek (opublikowany w 1615 roku).

#### Drugie małżeństwo
30 października 1613 roku Kepler poślubił 24-letnią Susannę Reuttinger, po odrzuceniu 10 innych propozycji małżeństwa. W swoim notatniku zapisał: „poślubiłem niezamożną pannę Zuzannę Reuttinger”. Według opinii ówczesnych mieszkańców Linzu była to nadzwyczaj ładna niewiasta. Jej rodzice od dawna nie żyli i dlatego długo przebywała na dworze baronowej Starhemberg, gdzie otrzymała staranne wychowanie. W ciągu 17 lat pożycia Zuzanna urodziła mu siedmioro dzieci, lecz tylko czworo z nich przeżyło swego ojca. W chwili śmierci Keplera żona i czworo nieletnich dzieci (najstarsze miało 9 lat, najmłodsze zaledwie 7 miesięcy) znaleźli się w niezwykle trudnym położeniu. Osieroconą rodziną uczonego zaopiekował się zięć Jakub Bartsch. Ich pierwsza trójka dzieci zmarła w dzieciństwie. Kolejne trzy dożyły dorosłości: Cordula (ur. 1621), Fridmar (1623) i Hildebert (1625). Zgodnie z biografami Keplera, to małżeństwo było o wiele szczęśliwsze niż pierwsze.

#### Epitome astronomia Copernicanae, kalendarze i proces matki
Od ukończenia Astronomia nova Kepler planował stworzenie podręcznika astronomii. Plany te zrealizował w Linzu w postaci trzytomowego dzieła Epitome astronomia Copernicanae. Pierwszy tom (księgi I–III) został wydany w 1617 roku, drugi (księga IV) w 1620 roku, a trzeci (księgi V–VII) w 1621. Pomimo tytułu, sugerującego tylko heliocentryczną teorię, podręcznik ten opisywał Keplerowski model z elipsami. Stał się on najbardziej wpływową z publikacji Keplera. Zawierał wszystkie trzy prawa Keplera i próby wytłumaczenia ruchów ciał niebieskich przy pomocy fizyki. Dzieło to zostało umieszczone przez Kościół katolicki na Indeksie ksiąg zakazanych.
Jednocześnie Kepler wydawał astrologiczne kalendarze, które stały się bardzo popularne i pozwoliły pokryć koszty innych prac. W latach 1617–1624 wydał sześć takich kalendarzy. Przewidywał w nich pozycje planet, jak również pogodę i polityczne wydarzenia. Te ostatnie często okazywały się trafne – dzięki szerokiej wiedzy politycznej Keplera i jego doświadczeniach na dworze cesarskim. W 1624 roku przewidywania te sprowadziły jednak na niego kłopoty polityczne, a jego kalendarz został publicznie spalony w Grazu.

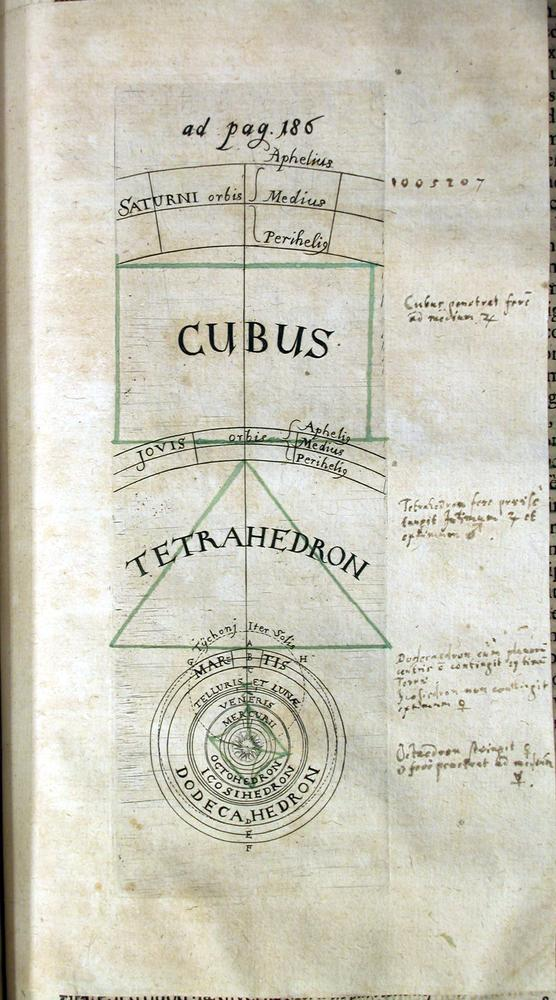
Geometryczna harmonia brył foremnych w Harmonices Mundi (1619)

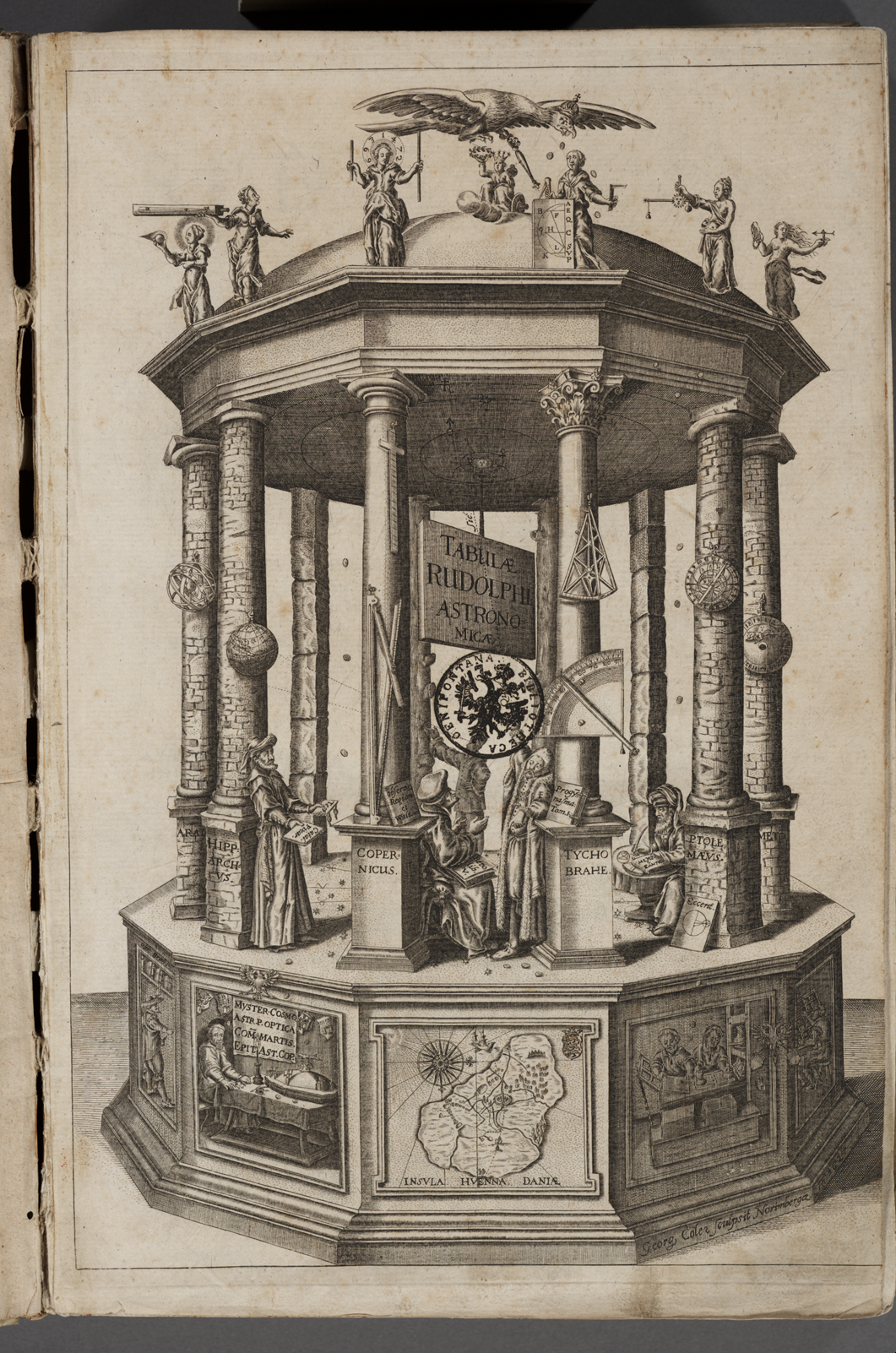
Okładka Tablic rudolfińskich z przedstawionymi wielkimi astronomami: Hipparchosem, Ptolemeuszem, Kopernikiem i Tychonem Brache

W 1615 roku Ursula Reingold procesująca się z Christophem Keplerem, bratem Johannesa, oskarżyła ich matkę Katarzynę o sprowadzenie na nią choroby za pomocą czarów. O tym, że została oskarżona o czary w protestanckim Leonbergu, uczony dowiedział się z listu od siostry, Margarete, w grudniu. Sporządzenie aktu oskarżenia, odwlekanie daty procesu, w czym Kepler brał czynny udział, trwało kilka lat. Wiosną 1620 roku pojawiło się realne niebezpieczeństwo, że matka Keplera zostanie poddana torturom. Siódmego sierpnia tego roku znalazła się w więzieniu. We wrześniu astronom wyruszył z Linzu na proces. Spowodował, że więzienie w Güglingen zamieniono na areszt domowy, choć wciąż w łańcuchach i z dwoma strażnikami. Ostateczna obrona, przedstawiona sądowi 22 sierpnia 1621 roku, mieściła się na 128 stronach, spisanych w dużej mierze ręką Keplera. We wrześniu dokumenty sądowe przesłano do Tybingi. W tym samym miesiącu Katarzynie pokazano izbę tortur. W październiku, po części dzięki interwencji księcia Wirtembergii, Johanna Friedricha, matka Keplera została uznana za niewinną i uwolniona. Pół roku później zmarła (13 kwietnia 1622 r.). Jednym z argumentów oskarżycieli były fragmenty Somnium, w którym matka głównego bohatera kontaktuje się z demonem. Dzięki pieniądzom Johannesa i brakowi dowodów, po czternastu miesiącach została uwolniona od zarzutów .

#### Harmonices Mundi
W 1619 roku Kepler opublikował Harmonices Mundi (Harmonia Światów). W dziele tym usiłował wyjaśnić proporcje w świecie (w szczególności w astronomicznych obiektach) w kategoriach muzycznych, odwołując się do Pitagorejskiej muzyki sfer. Kepler był przekonany, że geometryczne obiekty były dla Stwórcy modelem dla całego świata.
Praca zaczynała się od rozważań o wielokątach i bryłach foremnych, oraz o figurach nazwanych potem wielościanami Keplera. Te rozważania były potem przeniesione na dziedziny muzyki, meteorologii i astrologii. Harmonia pojawiała się w relacjach między duszami ciał niebieskich i duszami ludzi. Wśród wielu takich zależności Kepler sformułował tutaj trzecie ze swoich praw: kwadrat okresu obiegu wokół Słońca jest proporcjonalny do sześcianu odległości od Słońca. Szersze konsekwencje tego prawa zostały odkryte dopiero kilkadziesiąt lat później. Odkrycie przez Christiaana Huygensa siły odśrodkowej umożliwiło Newtonowi i Halleyowi dowiedzenie, że siła, z jaką Słońce przyciąga planety, maleje odwrotnie proporcjonalnie do kwadratu odległości.

#### Tablice rudolfińskiei ostatnie lata życia

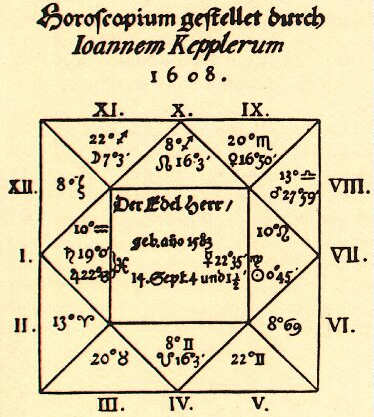
Przygotowany przez Keplera horoskop dla Albrechta von Wallenstein

W 1623 roku Kepler ukończył Tablice rudolfińskie – katalog gwiazd, nad którym pracował ponad 20 lat. Zawierał on położenie około 1500 gwiazd i był wtedy uznawany za największe jego dzieło. Z powodu konfliktu o prawo do danych obserwacyjnych Tychona Brahe, publikacja tego dzieła nastąpiła dopiero w 1627 roku. W międzyczasie kolejne napięcia religijne i wojna trzydziestoletnia zagroziły ponownie bezpieczeństwu rodziny Keplerów. W 1626 Linz znalazł się pod oblężeniem. Kepler przeniósł się do Ulm, gdzie zaczął wydawanie Tablic na własny koszt.
W 1628 roku, po zwycięstwie sił cesarza Ferdynanda pod dowództwem Albrechta von Wallenstein, Kepler stał się oficjalnym doradcą Wallensteina. Choć nie był oficjalnie astrologiem, stawiał mu horoskopy i dokonywał astronomicznych obliczeń. Większość czasu spędzał wtedy w podróży – między dworem w Pradze, rodziną w Ulm i domem w Linzu. 25 lipca 1628 roku na wezwanie Wallensteina przybył wraz z żoną i dziećmi do Żagania. Książę żagański zapewnił mu mieszkanie, obserwatorium astronomiczne, zbudował drukarnię, wypłacał mu również coroczne stypendium. W Żaganiu Kepler skończył swoje dzieło Somnium astronomia lunari, czyli Sen o astronomii księżyca. Wydał je w 1634 jego syn Ludwik.
W 1630 roku wyruszył konno do Ratyzbony na wieść o niełasce swojego protektora. Prawdopodobnie trudy podróży spowodowały, że kilka dni później zachorował i zmarł 15 listopada 1630 roku. Pogrzeb odbył się 17 bądź 18 listopada na protestanckim cmentarzu za miastem. Wzięli w nim udział nie tylko przyjaciele i znajomi, ale także różne znakomitości obecne w mieście z okazji zjazdu elektorów. Na nagrobku Keplera znalazł się wiersz ułożony przez niego samego:
Wymierzyłem niebiosa, teraz mierzyć będę cienie ziemi.
Dusza należała do niebios, cień ciała tu leży.
Kilka lat później cmentarz, a wraz z nim i grób Keplera, zostały całkowicie zniszczone w wyniku działań wojennych. Dziś w Ratyzbonie znajduje się jedynie symboliczny grób wielkiego astronoma.

## Reakcje na prace Keplera
Teorie Keplera nie zostały natychmiast zaakceptowane przez astronomów jego czasów. Kilku najważniejszych, jak Galileusz czy Kartezjusz, całkowicie zignorowało Astronomia nova. Wielu, w tym nauczyciel Keplera, Michael Maestlin, sprzeciwiło się wprowadzeniu fizyki do astronomii. Niektórzy modyfikowali je na różne sposoby. Ismael Boulliau opracował model z eliptycznymi orbitami, ale wprowadzając ruch z jednostajną prędkością względem drugiego ogniska elipsy. Seth Ward połączył eliptyczne orbity z ruchem opisywanym przez ekwant.
Kilku astronomów próbowało przetestować obserwacyjnie teorie Keplera i różne ich modyfikacje. Szczególnie dokładnym testem mogły być dwa tranzyty Wenus i jeden Merkurego w kolejnych latach. W przypadku tranzytu Merkurego w 1631 roku, Kepler był na tyle niepewny swoich przewidywań, że zalecał astronomom obserwacje dzień przed i dzień po wyznaczonej dacie. Pierre Gassendi wyznaczonego dnia dokonał pierwszej w historii obserwacji tranzytu Merkurego, potwierdzając przewidywania Keplera. Jego próba zaobserwowania tranzytu Wenus miesiąc później się nie powiodła, ponieważ tranzyt ten nie był widoczny w Europie. Jeremiah Horrocks użył własnych obserwacji do określenia parametrów modelu Keplera, przewidział drugi tranzyt Wenus w 1639 roku, zbudował odpowiednią aparaturę i zaobserwował go. Stał się potem silnym orędownikiem modelu Keplera.
Epitome astronomia Copernicanae była czytana przez astronomów w całej Europie i po śmierci Keplera stała się głównym podręcznikiem astronomii, przekonując wielu do teorii Keplera. Niewielu jednak usiłowało rozwijać idee oddziaływania pomiędzy ciałami niebieskimi. Pod koniec XVII wieku w pracach Giovanni Alfonso Borelli i Roberta Hooke’a pojawiły się pomysły zastąpienia duchowego oddziaływania z prac Keplera przez fizyczną siłę i połączenia jej z pojęciem bezwładności wprowadzonym przez Kartezjusza. Idee te ostatecznie zaowocowały wydaniem przez Newtona Philosophiae naturalis principia mathematica w 1687, w których Newton wyprowadził prawa Keplera z fundamentalnej i uniwersalnej siły grawitacji.

## Dziedzictwo kulturowe i historyczne

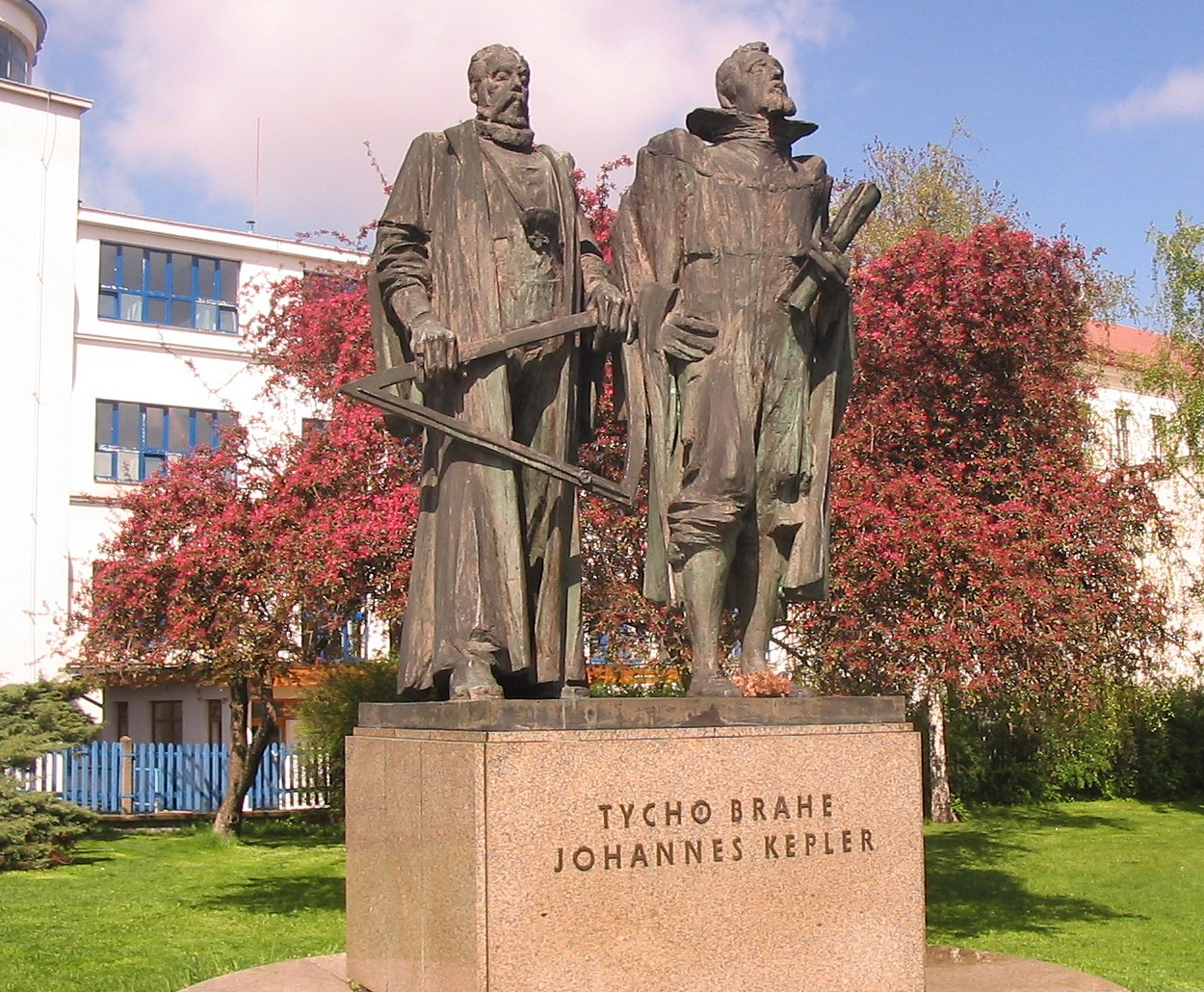
Pomnik Tychona Brahe i Johannesa Keplera w Pradze

Oprócz swojego wkładu w rozwój astronomii i filozofii przyrody, Kepler wywarł też wpływ na filozofię i historiografię nauki. Historycy Oświecenia traktowali sceptycznie jego metafizyczne i religijne wywody, ale późniejsi filozofowie ery Romantyzmu uważali je już za kluczowe dla jego sukcesu. William Whewell w swojej History of the Inductive Sciences wydanej w 1837 roku podawał Keplera jako archetypowy przykład naukowego geniusza. Podobnie Ernst Friedrich Apelt, który jako pierwszy przedstawił analizę dorobku Keplera, określił go jako pioniera „rewolucji w naukach”, łączącego matematykę, estetykę, fizykę i teologię w spójny światopogląd.
Tłumaczenia wielu dzieł Keplera były wydawane pod koniec XIX i na początku XX wieku.
W latach trzydziestych XX wieku Alexandre Koyré i inni historycy stworzyli pojęcie rewolucji naukowej – jako kluczowego momentu w rozwoju nauki. Kepler został wtedy określony jako centralna postać tej rewolucji. Koyré podkreślił rolę teorii Keplera, bardziej niż jego obserwacji, w przejściu od starożytnego do współczesnego spojrzenia na świat. Od lat sześćdziesiątych zaczęły pojawiać się setki, a później tysiące prac poświęconych różnym aspektom prac Keplera: jego metodom geometrycznym, astrologii i meteorologii, roli religii w jego pracach, jego literackich i retorycznych metod argumentacji, jego wpływu na środowisko współczesnych mu filozofów i jego roli jako historyka nauki.
Dyskusja nad rolą Keplera w rewolucji naukowej również zrodziła wiele prac i publikacji. Jedną z najbardziej wpływowych była rozprawa Lunatycy Arthura Koestlera, w której Kepler został opisany jako moralny, teologiczny i intelektualny bohater rewolucji naukowej. Wpływowi filozofowie nauki, tacy jak Charles Sanders Peirce, Norwood Russell Hanson, Stephen E. Toulmin i Karl Popper, odwoływali się do prac Keplera, znajdując tam przykłady współczesnych elementów badań naukowych: niewspółmierności teorii, wnioskowania przez analogie, czy falsyfikacji teorii. Kepler stał się ikoną nowoczesnej nauki i przykładem człowieka wyprzedzającego swoje czasy. Carl Sagan określił go jako pierwszego astrofizyka i ostatniego naukowca astrologa .

## Kalendarium życia Keplera
- 1571 27 grudnia w Wyl (obecnie Weil der Stadt) urodził się Johannes Kepler.
- 1576 Rodzina Keplerów przeprowadziła się do Leonbergu.
- 1582 Kepler z dwuletnim opóźnieniem ukończył szkołę łacińską w Leonbergu.
- 1584 (16.X.) Rozpoczął naukę w szkole klasztornej w Adelbergu.
- 1586 (26.XI.) Został przyjęty do seminarium duchownego w Maulbronn.
- 1588 Uzyskał stopień bakałarza.
- 1589 17 września rozpoczął studia na Uniwersytecie w Tybindze.
- 1590 Umarł ojciec Keplera, Heinrich.
- 1591 (11.VIII.) uzyskał stopień magistra; rozpoczął studia teologiczne.
- 1592 Kontynuował studia na wydziale teologicznym akademii protestanckiej w Tybindze.
- 1593 Zaproponował jako temat publicznej debaty na uniwersytecie astronomię księżycową.
- 1594 (11.V.) Wyjechał do Grazu, gdzie został zatrudniony jako nauczyciel i matematyk okręgowy. Wydał (1.IX.) swój pierwszy kalendarz i prognostyk astrologiczny (na rok 1595).
- 1595 (lipiec) Rozpoczął pracę nad dziełem Prodromus dissertationum cosmographicarum, contines Mysterium Cosmographicum.
- 1596 (wrzesień) W Tybindze ukazała się Tajemnica Kosmosu, pierwsze duże dzieło Keplera.
- 1597 (27.IV.) Ożenił się z wdową Barbarą Muller.
- 1600 (4.II.) W zamku Benátky pod Pragą doszło do spotkania z Tychonem Brahem.
- 1600 (wiosna) Kepler wraz z Christianem Servinem Longmontanusem usiłowali na podstawie obserwacji Tychona Brahego opracować teorię ruchu Marsa.
- 1600 (10.VII.) Obserwował zaćmienie Słońca za pomocą własnoręcznie sporządzonej kamery obskury.
- 1600 (30.IX.) Przeniósł się z Grazu do Pragi.
- 1600 (jesień) Podjął pracę nad dziełem Astronomia nova seu Phisica Coelestis, tradita commentariis de Motibus stellae Martis.
- 1601 Po śmierci Brahego (6.XI.) został mianowany przez Rudolfa II matematykiem cesarskim.
- 1601 (zima) Kepler odkrył drugie prawo ruchu planet, zwane dziś „prawem pól”.
- 1603 Kepler studiował dzieło o optyce Witelona i przeprowadzał własne badania optyczne.
- 1604 Wydał Ad Vitellionem paralipomena (Astronomiae pars optica).
- 1604 (październik) Obserwował supernową; opublikował Bericht von einem ungewṏhnlichen Neuen Stern.
- 1605 (wiosna) Odkrył pierwsze prawo ruchu planet.
- 1606 Wydał De Stella Nova in Pade Serpentarii (O gwieździe nowej w konstelacji Wężownika), traktat podsumowujący rozważania o supernowej 1604 roku.
- 1607 Z Martinem Bachackiem obserwowali plamę słoneczną, biorąc ją za Merkurego przechodzącego na tle tarczy Słońca.
- 1608 Wydał Bericht von dem neulich erschienen Haarstern oder Cometen, dziełko poświęcone komecie z 1607 roku (nazwanej później kometą Halleya).
- 1609 Wydał Astronomia nova; w dziele tym podał pierwsze dwa prawa ruchu planet; kontynuował pracę nad dziełem Somnium seu Astronomia Lunaris (Sen, czyli astronomia księżycowa), które rozpoczął pisać jeszcze w okresie studiów.
- 1610 Ukazały się: traktat astrologiczny Tertius interveniens oraz Dissertatio cum nuncio sidereo, odpowiedź na wyniki teleskopowych obserwacji Galileusza.
- 1611 (11.VI.) Kepler otrzymał w Linzu posadę nauczyciela i mianowany został matematykiem okręgowym Górnej Austrii.
- 1611 We Frankfurcie nad Menem Kepler ogłosił Strena seu de Niva sexangula (Podarek, czyli o sześciokątnych płatkach śniegu).
- 1611 Również we Frankfurcie nad Menem ukazała się praca Narratio de observatis quator Jouis satellitubus (Opowiadanie o obserwacjach czterech satelitów Jowisza).
- 1611 (3.VII.) Umarła w Pradze pierwsza żona Keplera-Barbara.
- 1611 Opublikował Dioptrice (Dioptryka), gdzie podał konstrukcję teleskopu astronomicznego (teleskopu Keplera); rękopis Somnium został wywieziony z Pragi.
- 1612 (kwiecień) Po śmierci Rudolfa II Kepler przeniósł się z Pragi do Linzu, gdzie uzyskał posadę nauczyciela i matematyka okręgowego.
- 1613 Ożenił się z młodszą od siebie o 18 lat Zuzanną Reuttinger; wydał Bericht vom Geburtsjahr Christi, pracę poświęconą chronologii.
- 1613 (listopad) Opracował metody obliczania objętości brył obrotowych.
- 1614 Wydał De vero Anno, uzupełniony łaciński przekład Bericht vom Geburtsjahr Christii.
- 1614 Sprawdził słuszność odkrytych przez siebie praw na podstawie ruchu planety Wenus.
- 1615 Matka Keplera została oskarżona o uprawianie czarów.
- 1615 W Linzu Kepler wydał dzieło Nova stereometria doliorum vinariorum (Nowa stereometria beczek wina).
- 1615 (zima) Kepler sprawdził słuszność odkrytych przez siebie praw na podstawie ruchu Merkurego.
- 1616 (wiosna) Kepler wydał w Linzu dzieło Ausszug aus der Uralten messekunat Archimedis (Wnioski z antycznej sztuki pomiaru Archimedesa).
- 1617 Wyjechał jesienią do Wirtembergii, by bronić matkę przed zarzutem uprawiania czarów; wydrukował Ephemerides novae, efemerydy astronomiczne na lata 1617–1620.
- 1618 (15.V.) Odkrył trzecie prawo ruchu planet.
- 1619 Wydał Harmonices mundi libri V oraz De cometis libelli tres, łacińską wersję rozprawy o komecie z 1607 roku; pierwsza część Epitome  została umieszczona na indeksie ksiąg zakazanych.
- 1620 Wydał we Frankfurcie nad Menem czwartą księgę dzieła Skrót astronomii kopernikowskiej.
- 1620 Ponownie wyruszył (z całą swoją rodziną) do Wirtembergii na proces matki.
- 1621 Otrzymał propozycję objęcia katedry i astronomii na uniwersytecie w Padwie (stanowisko to przed laty zwolnił Galileusz).
- 1621 (4.XI.) Matka Keplera została uniewinniona i z polecenia arcyksięcia Ferdynanda zwolniona z więzienia.
- 1621 (jesień) Ukazały się we Frankfurcie nad Menem trzy ostatnie księgi dzieła Skrót astronomii kopernikowskiej.
- 1621 Opublikował trzecią część Epitome (księga V-VII) i drugie, uzupełnione wydanie Mysterium cosmographicum; w listopadzie, po zakończeniu procesu matki, powrócił do Linzu.
- 1622 Umarła matka Keplera. We Frankfurcie nad Menem wyszło dzieło Obrona Tychona Brahego z Danii przed zarzutami Scypiona Clarmonta.
- 1623 (grudzień) W Grazu publicznie spalono egzemplarze ułożonego przez Keplera kalendarza na rok 1624.
- 1624 (lato) Kepler ukończył rozpoczęte w roku 1601 dzieło Tabulae Rudolphinae (Tablice rudolfińskie).
- 1624 (jesień) Wydał Chilias logarithmorum (Tablice logarytmów), gdzie przedstawił swój system logarytmów.
- 1625 We Frankfurcie nad Menem wyszło dzieło Tychonis Brahei Dani hyperaspistes adversus Scipionis Clarmontii (Obrona Tychona Brahego z Danii przed zarzutami Scypiona Clarmonta).
- 1625 (jesień) Ukazały się Supplementum Chiliadis Logarithmorum (Uzupełnienie tablic logarytmów).
- 1625 Zabiegał o fundusze na druk Tabulae Rudolphinae (Tablice rudolfińskie).
- 1626 W listopadzie opuścił Linz i dotarł do Ulm.
- 1627 Kepler na prośbę władz miasta Ulm opracował „kocioł mierniczy”.
- 1627 (wrzesień) W Ulm ukazały się Tabulae Rudolphinae najdokładniejsze tablice astronomiczne pierwszej połowy XVII wieku. W grudniu tego roku ofiarował je cesarzowi Ferdynandowi II.
- 1628 (luty) Kepler został nadwornym astrologiem Albrechta von Wallensteina.
- 1628 20 lipca przybył wraz z rodziną do Żagania; jesienią rozpoczął współpracę przy obliczaniu efemeryd astronomicznych z Jakubem Bartschem z Lubania.
- 1629 (22 lipca) Otrzymał propozycję objęcia katedry matematyki na uniwersytecie w Rostocku.
- 1629 (grudzień) Jakub Bartsch, przyszły zięć Keplera, pomógł uruchomić mu w Żaganiu własną drukarnię.
- 1630 W Żaganiu wyszedł trzeci tom dzieła Ephemeridum (Efemerydy).
- 1630 Zakończenie prac nad dziełem Sen, czyli astronomia księżycowa i rozpoczęcie jej druku w Żaganiu.
- 1630 Wydrukował drugą część Ephemerides novae, obejmującą lata 1621–1629; 8 października wyruszył z Żagania do Ratyzbony celem uregulowania spraw finansowych i tam po ciężkiej chorobie 15 listopada zmarł i został pochowany na miejscowym cmentarzu protestanckim[1] .

## Ciekawostki
- Karl Marx zapytany przez własne dzieci, kogo najbardziej ceni, odpowiedział: Spartakusa i Keplera[92].
- Na początku 1945 roku niedobitki wojsk niemieckich schroniły się w Weil der Stadt. Wojska alianckie, które podeszły pod miasto w pierwszej chwili postanowiły skierować na miasto ogień artylerii, ale dowodzący natarciem oficer francuski zrezygnował z tego zamiaru. Motywował to tym, że zniszczeniu uległby rodzinny gród Keplera[1] .
- Kepler wprowadził zapis ułamków z przecinkiem dziesiętnym[93].

## Książki

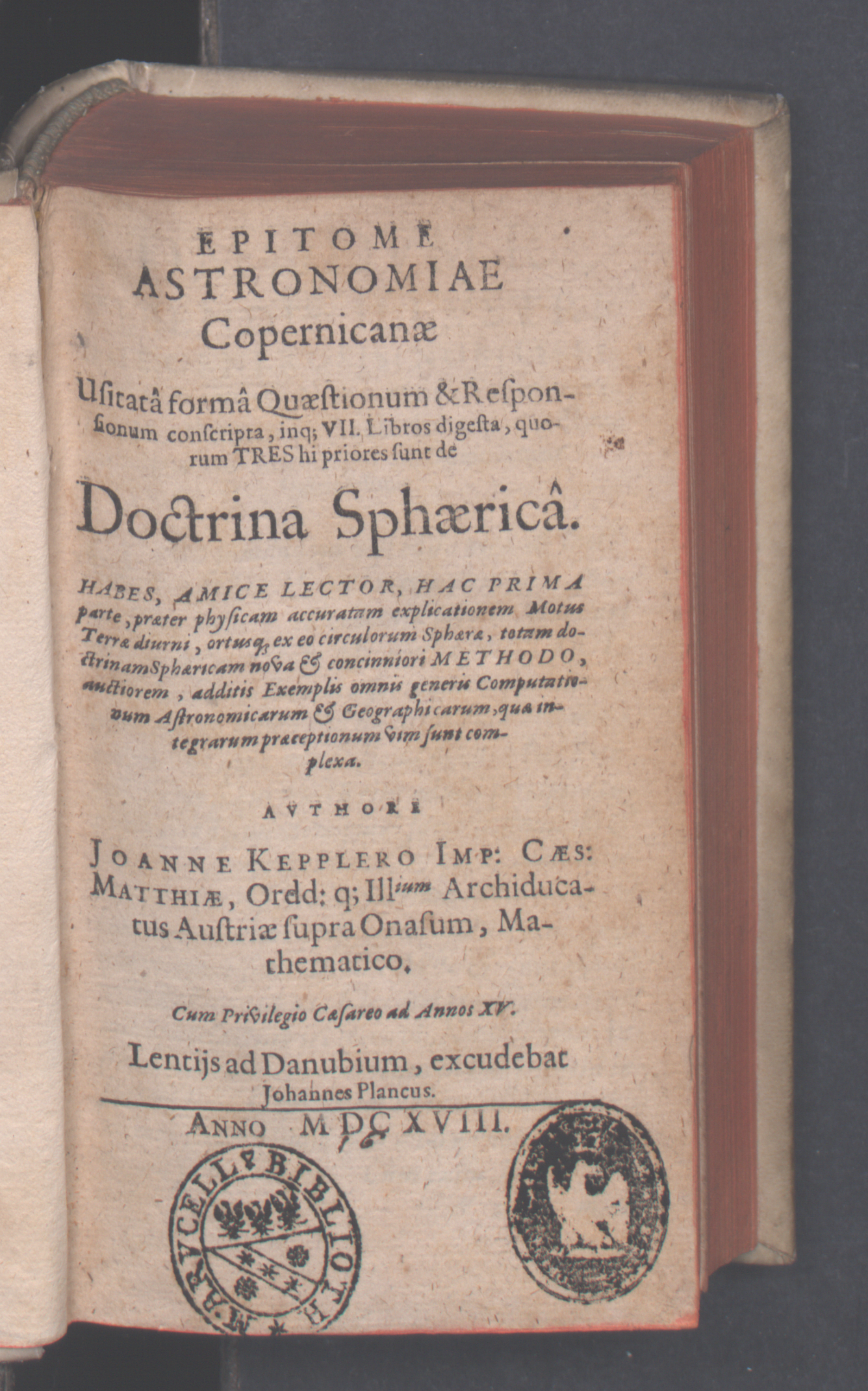
Epitome astronomiae copernicanae, 1618

- 1596: Mysterium Cosmographicum (Tajemnica Kosmosu)
- 1604: Ad Vitellionem paralipomena quibus astronomiae pars optica traditur (Uzupełnienie do Witelona, w których omawia się optyczną część astronomii)
- 1604: De Stella nova in pede Serpentarii (O nowej gwieździe na stopie Wężownika)
- 1609: Astronomia nova (Nowa astronomia)
- 1609: Phaenomenon singulare seu Mercurius in Sole visus (Osobliwe zjawisko, czyli Merkury widoczny na tarczy Słońca)
- 1609: Antwort auff Röslini Dicurs (Odpowiedź na rozprawę Röslina)
- 1610: Tertius Interveniens (Trzeci włączający się do dyskusji)
- 1610: Dissertatio cum Nuncio Sidereo (Rozmowa z gwiezdnym posłańcem)
- 1611: Dioptrice (Dioptryka)
- 1611: Strena Seu de Nive Sexangula
  - 2006: wydanie polskie Noworoczny podarek albo o sześciokątnych płatkach śniegu, ISBN 83-235-0369-9
- 1612: Eclogae Chronicae (Korespondencja Keplera dotycząca kwestii chronologii)
- 1613: De vero Anno, quo aeternus Dei Filius humanam naturam in Utero benedictae Virginis Mariae assumpsit
- 1615: Nova stereometria doliorum vinariorum (Nowa stereometria beczek wina)
- 1618–1621: Epitome astronomiae Copernicanae (Skrót astronomii kopernikowskiej)
- 1619: Harmonice Mundi libri V (Harmonia świata ksiąg pięć )
- 1620: De Cometis libelli tres (Trzy pisma o kometach)
- 1621: Mysterium cosmographicum drugie wydanie
- 1627: Tabulae Rudolphinae (Tablice rudolfińskie)
- 1634: Somnium
  - 2004: wydanie polskie Sen, Wydawnictwo Naukowe „Scholar” Sp. z o.o., Warszawa ISBN 83-7383-114-2.

## Nazwane na cześć Keplera

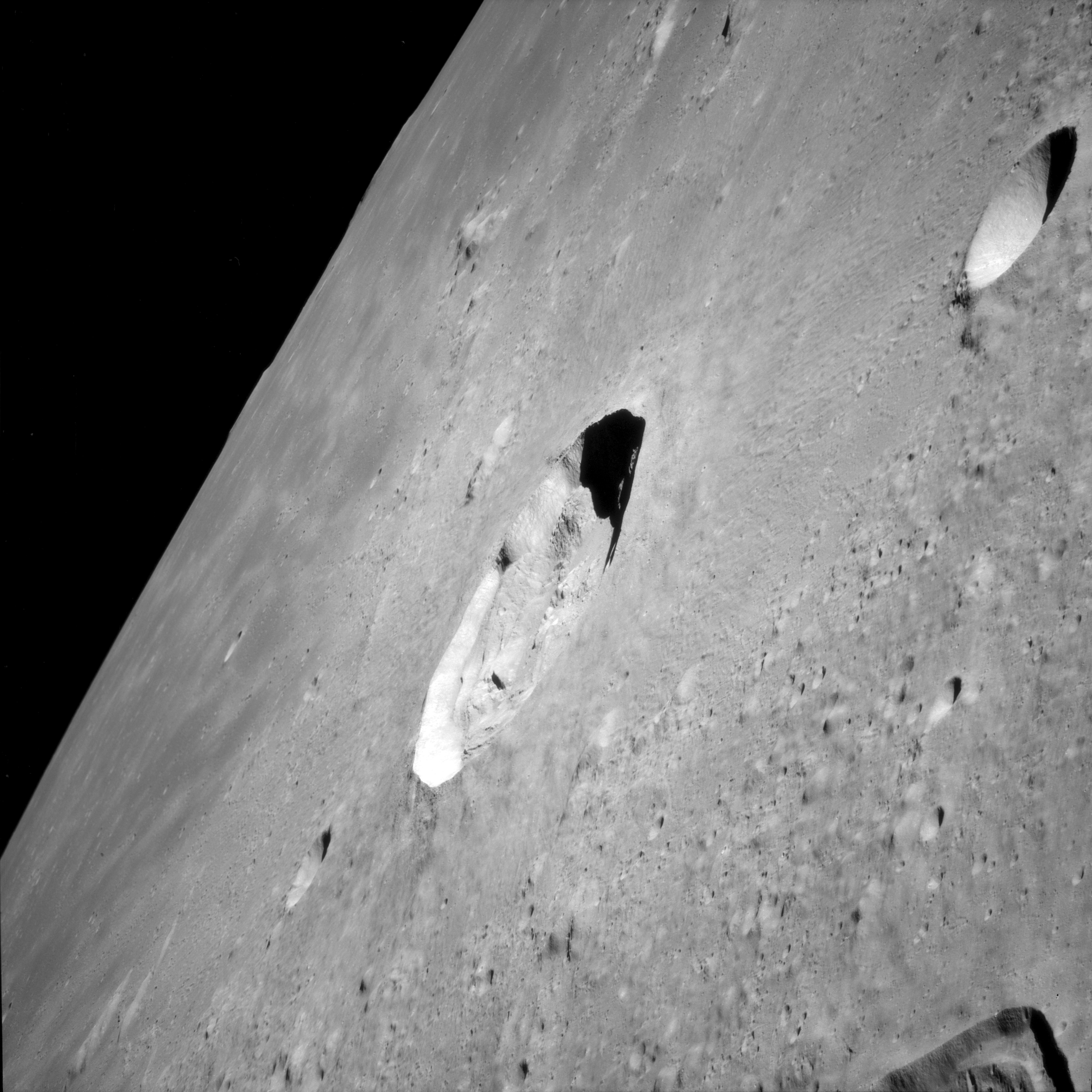
Krater Keplera na Księżycu

- prawa Keplera – dotyczące ruchu planet
- Kosmiczny Teleskop Keplera – fotometr poszukujący ziemiopodobnych planet pozasłonecznych
- ATV Johannes Kepler (Automated Transfer Vehicle-2) – drugi europejski Automatyczny Statek Transportowy, wprowadzony do użytku w 2011 roku.
- bryły Keplera
- Gwiazda Keplera – supernowa, którą Kepler obserwował i opisał w 1604 roku
- krater Kepler na Księżycu
- (1134) Kepler – planetoida
- Kepler Dorsum(inne języki) – grzbiet na powierzchni księżyca Fobos
- krater Kepler(inne języki) na Marsie
- Architektura kart graficznych Nvidia GeForce 6xx i 7xx (bez kilku wyjątków)